# Mircea Spătaru
Mircea Corneliu Spătaru, né le 27 juillet 1937 à Epureni dans le județ de Vaslui et mort le 1er septembre 2011, est un sculpteur, peintre, céramiste, professeur universitaire et recteur roumain.

## Biographie
Mircea Spătaru est diplômé de l'université d'art et d'esthétique de Cluj-Napoca (promotion de 1962);
Il fut professeur à l'Institut des Beaux-Arts «Ion Andreescu» de Cluj-Napoca, de 1964 à 1987;
Il devint ensuite professeur puis recteur de l'université nationale d'art de Bucarest de 1990 à 2004.

## Expositions personnelles depuis 1990
- 1990 - Biennale de Venise;
- 1990 - Exposition de sculptures, Salle Dalles, Bucarest;
- 1991 - Exposition de sculptures, à l'UNESCO, à Paris;
- 1991 - Exposition de sculptures, Le Mans, France;
- 1996 - Exposition de Sculpture, Art Expo Galerie Visivarosi, Budapest, Hongrie.

## Expositions nationales
- 1990 - Exposition de sculptures, Salle Dalles, Bucarest;
- 1972 - Exposition de Sculpture, Galeria Noua, Bucarest;
- 1984 - Exposition de sculptures "signe - modernes et traditionnels - l'univers culturel de la Roumanie sculptures sur bois" - Bucarest;
- 1987 - Exposition de sculptures - expressivité et technologie dans l'art contemporain - Bucarest;
- 1990 - Exposition "10 + 1", Salle Dalles, Bucarest
- 2005 - Exposition au Palais Brancovan Mogosoaia - « Autoportrait » - Bucarest.

## Expositions internationales
- 1971 - Paris, France - Septième Biennale internationale des jeunes;
- 1973 - Paris, France - Huitième Biennale internationale des jeunes;
- 1971, 1972, 1978 - Barcelone, Espagne Joan Miró concours international de dessin;
- 1971, 1977, 1978 - Budapest, Hongrie - Biennale internationale de petites sculptures;
- 1974, 1978 - Varsovie, Pologne, exposition internationale de dessin et de sculpture;
- 1974, 1981 - Wrocław, Pologne, Triennale internationale du dessin;
- 1991, 1992, 1993 - ARTEXPO - Budapest.

## Statue du général de Gaulle
En septembre 2006, à l’occasion du XIe sommet de la francophonie tenu à Bucarest, une statue de Charles de Gaulle, a été inaugurée place Charles-de-Gaulle. Cette statue est l'œuvre de l'artiste roumain Mircea Spătaru. Elle mesure 4,6 m de haut et a été financée par le gouvernement.
Le monument en l'honneur du général de Gaulle a été enregistré par décision no 1610 du 4 décembre 2008, émis par le gouvernement et publiée au Journal officiel sous le no 843 du 15 décembre 2008, sous l'intitulé de "Statue Charles de Gaulle" à l'inventaire centralisé des biens de l'État dans les services de l'administration publique et le ministère de la Culture.

## Distinctions
- 1969 - Prix de l'Union des Artistes Sculpteurs de Roumanie;
- 1971, 1972, 1973 - Mention au Concours de dessin international Joan Miró, Barcelone, Espagne;
- 1971 - Prix "Ion Andreescu" de l'Académie roumaine;
- 1972 - Prix Jeunesse de l'Union des artistes - Cluj-Napoca;
- 1972 - Troisième Prix au Concours International de dessin Ex aequo, Notto, Italie;
- 1972 - Prix de la Critique de l'Union des artistes de la Roumanie;
- 1974 - Prix à l'Union des artistes de la Roumanie "Arta monumentala1978" - Mention spéciale (catégorie porcelaine, utilité et expression) à l'Exposition Internationale d'Erfurt, Allemagne;
- 1985 - 1er Prix au Concours de dessin et peinture, Rho-Milan, Italie;
- 1985 - Prix spécial du Jury - Exposition de dessins et peintures de Barcelone;
- 1994 - Prix spécial de l'Union des artistes;
- 1998 - Prix du magazine "Flamme";
- 1999 - "Homme de l'Année" par le magazine "Look";
- 2000 - L'Ordre national "Service loyal au grade de Grand Officier" de la présidence roumaine;
- 2003 - Prix du magazine "Cuvântul".